# Элм-Пойнт
Элм-Пойнт (с англ. Elm-Point — «вязовое место») — небольшой полуостров-эксклав США, расположенный на берегу залива Мускег, южнее Канады, в озере Лесное. Это место является частью округа Лейк-оф-те-Вудс американского штата Миннесота.
Полуостров Элм-Пойнт расположен к юго-западу от Северо-Западного Угла, а также южнее полуострова Баффало на территории Канады, где на нём есть посёлок Баффало-Пойнт. Хотя Элм-Пойнт не имеет населения, на нём есть несколько зданий лагеря. В лесной зоне по государственной границе проходит полоса вырубленного леса для обозначения границы.